# 北横中运量
北横中运量全称北横中运量公交工程（也称北横通道），是上海市沿北横通道所在地面道路规划的中运量公交系统，西起中山公园，东至周家嘴路军工路，未来还将向西延伸至虹桥枢纽。主线的走向与已有的上海公交13路最为接近但并非完全相同，预计13路将调整走向成为该系统的主线。

## 历史
早在2014年，北横通道路中公交专用道就已提出并纳入上海“公交都市”计划。2016年，进一步结合当时的北横通道东段地面道路改造方案设计了路中式公交专用道方案。线路总长约10公里，其中隆昌路地道（现存）及江浦路地道（方案取消）为混行，其余路段均为设有分隔带的公交专用道；线路设置上，除保留一条干线和其他少量线路外，大部分公交线路将调整绕开北横通道。至2019年，北横通道恒丰路至内江路段明确纳入中运量网络，但尚未形成具体方案。2022年，专项规划公示。

## 现状
截至2022年初，北横通道范围内共有公交线路70条，公交站点63个。数据分析表明沿线主要有吴淞路海宁路和长寿路常德路两个站点客流较大，全天最大双向断面客流量为18500人次，总客流量约为6.6万人次，但大部分乘客乘坐距离均不长。目前中山公园~定西路及江苏路~军工路路段已设有普通路侧公交专用道。

## 方案

### 专用道和站点
目前北横中运量计划先建设中山公园~军工路周家嘴路一段，全长约16.6公里。除少数路段与社会车辆混行外，均为路中公交专用道，不设分隔带，取消现有路侧专用道。全线设21座车站，车辆停保场沿用现有内江路停保场。

### 运营线路调整
预计经过调整后，虹桥枢纽~军工路周家嘴路范围内将形成一条主线，12条支线；16条公交线路将撤销或调整出通道。
| 调整形式              | 线路数量   | 线路名称                                                    | 备注                                    |
| 保留和延长            | 保留和延长 | 保留和延长                                                  | 保留和延长                              |
| --------------------- | ---------- | ----------------------------------------------------------- | --------------------------------------- |
| 路中主线              | 1          | 13                                                          |                                         |
| 路中支线              | 12         | 768、54、6、63、870、105、962、136、939、737、812、大桥五线 | 6路现仍保留少量无轨电车；54路调整已完成 |
| 路侧                  | 1          | 88                                                          | 88路延长（已完成）                      |
| 撤、并、缩            |            |                                                             |                                         |
| 撤销（直接撤销/归并） | 5          | 106、220、825、145、申方专线                                | 145路与825路已撤销                      |
| 调整出通道            | 11         | 510、966、58、113、64、138、951、751、47、859、741          |                                         |
| 缩线后保留于路侧      | 5          | 837、17、765、941、申川专线                                 | 941调整后将另辟线路                     |